# Spisak tipova proteina
Spisak tipova proteina je deo tekućih pokušaja da se organizuje velika količina informacija o genima i proteinima. Rad na sekvenciranju gena i genoma je doveo do formiranja mnogih genskih baza podataka i pokušaja organizovanja dostupnih informacija. Jedan od pristupa klasifikaciji se bazira na strukturi. Taj pristup je osnova CATH i SCOP baza podataka.
Ovaj spisak tipova proteina je baziran na biološkim kategorijama opisanim u GO Slims spisku.

## Nepoznati biološki proces
Koristi se za anotaciju genskih produkata čije proces je nepoznat ili ili se ne može pretpostaviti.
Proteini bez poznate biološke funkcije se mogu kategorisati na osnovu proteinskih strukturnih kriterija (distinktnih strukturnih domena), organizma iz kojeg potiču ili subćelijske lokacije.

### Strukturne kategorije
Proteini sa nepoznatim funkcijama se ponekad mogu svrstati u kategorije na osnovu njihovih strukturnih svojstava, ako sadrže prepoznatljive proteinske domene.

### Taksonomskekategorije
Ako je jedina dostupna informacija o proteinu organizam koji ga proizvodi, onda se on može kategorisati po toj osnovi.

### Ćelijska komponenta
Deo ćelije u kojem je prisutan genski proizvod. Ekstracelularna sredina se takođe uzima u obzir. Genski proizvod može da bude komponenta jednog ili više delova ćelije. 

## Molekulska funkcija
Elementarne aktivnosti, poput katalize ili vezivanja, koje opisuju dejstva genskog produkta na molekulskom nivou. Dati genski produkt može da ima jednu ili više molekulskih funkcija.

### Fiziološki proces
Ovi procesi se posebno relevantni za funkcionisanje integrisanih živih jedinica: ćelija, tkiva, organa, i organizama.

### Biološki proces
Fenomen obeležen promenama koje dovode do određenog rezultata, posredstvom jednog ili više genskih proizvoda.

### Ćelijski proces
Procesi koji se sprovode na ćelijskom nivou, ali nisu nužno ograničeni na jednu ćeliju. Na primer, ćelijska komunikacija se javlja između više od jedne ćelije, ali se dešava na ćelijskom nivou.

### Ćelijski fiziološki proces
Procesi relevantni za integrisane funkcije ćelije.

### Katalitička aktivnost
Kataliza biohemijske reakcije na fiziološkim temperaturama. U biološki katalizovanim reakcijama reaktanti su poznati kao supstrati, i katalizatori su prirodne supstance poznate kao enzimi. Enzimi poseduju specifična mesta vezivanja za supstrate, i obično se sastoje u potpunosti ili u velikoj meri od proteina. RNK koja ima katalitičku aktivnost (ribozim) se često takođe smatra enzimom.

### Aktivnost enzimske regulacije
Moduliše aktivnost enzima.

### Aktivnost prenosa signala
Posreduje prenos signala iz spoljašnje sredine ka unutrašnjosti ćelije na način koji se razlikuje od unosa samog signala molekula u ćeliju.

### Strukturna molekulska aktivnost
Dejstvo molekula koje doprinosi strukturnom integritetu kompleksa ili njegovom formiranju unutar ili izvan ćelije.

### Vezivanje
Selektivna, često stehiometrijska interakcija molekula sa jednim ili više specifičnih mesta na drugom molekulu. 

### Membranska fuzija
Spajanje dva lipidna dvosloja radi formiranja jedne membrane.

### Ćelijska komunikacija
Svaki proces koji posreduje interakcije između ćelije i njenog okruženja. Obuhvata interakcije kao što su signalizacija ili vezivanje između ćelija, između ćelije i ekstracelularnog matriksa, ili između ćelije i bilo kojeg drugog aspekta njegovog okruženja.

### Regulacija biološkog procesa
Svaki proces koji moduliše frekvenciju, brzinu ili obim biološkog procesa. Biološki procesi su regulisani na mnoge načine; primeri su kontrola ekspresije gena, proteinske modifikacije ili interakcija sa proteinima ili molekulima supstrata.

### Razvoj
Biološki proces specifično usmeren na progresiju organizma tokom vremena iz inicijalnog stanja (npr. zigot, mlada osoba ili mladi jednoćelijski organizam) do kasnijeg stanja (npr. višećelijska životinja, starija odrasla osoba ili zreo jednoćelijski organizam).